# Магдалиновка (Херсонская область)
Магдалиновка (укр. Магдалинівка) — село в Чаплинской поселковой общине Каховского района Херсонской области Украины. В 2022 году, во время вторжения России на Украину, село было захвачено. На данный момент находится под оккупацией ВС РФ.
Население по переписи 2001 года составляло 858 человек. Почтовый индекс — 75210. Телефонный код — 5538. Код КОАТУУ — 6525482301.

## Местный совет
75210, Херсонская обл., Чаплинский р-н, с. Магдалиновка, ул. Молодёжная, 30